# Anselmo (obispo de Belén)
Anselmo fue un eclesiástico latino que sirvió como obispo de Belén en el Reino de Jerusalén desde 1129 hasta 1145.
Se desconocen los primeros años de la carrera de Anselmo; el historiador Bernard Hamilton supone que, al igual que otros hombres que ascendieron durante el reinado del rey Balduino II, Anselmo tenía vínculos con el noroeste de Francia y la corte francesa. Anselmo había sido nombrado obispado de Belén en marzo de 1129, sucediendo al obispo Asquetino. Al igual que su predecesor, Anselmo estaba estrechamente vinculado tanto a la curia del patriarca latino de Jerusalén como a la corte real. En marzo de 1129, por ejemplo, formó parte del séquito del rey Balduino en el palacio real de Acre; la corte se había reunido allí para recibir al conde Fulco V de Anjou, quien se dirigía a casarse con Melisenda, hija del rey y heredera designada.
Anselmo conservó el favor real tras la coronación de Fulco. Él y el patriarca de Jerusalén, Guillermo I de Malinas, eran los hombres de mayor confianza de Fulco en el episcopado, ambos de reciente nombramiento en lugar de pertenecer al antiguo estamento. Ambos prelados llevaron a la Iglesia de Jerusalén a reconocer a Inocencio II como papa durante el cisma en curso. En 1135, Anselmo acompañó a Fulco a Antioquía, donde organizó las defensas del principado. Regresó a Antioquía en 1140 como parte de la delegación jerosolimitana al concilio que depuso al patriarca latino de Antioquía, Raúl de Domfront.
En 1142, el emperador Juan II Comneno expresó su deseo de visitar Jerusalén. Preocupado por la posibilidad de que el emperador exigiera homenaje, el rey Fulco envió una delegación encabezada por el obispo Anselmo, junto con Godofredo, abad del Templo del Señor, y Roardo el Viejo, vizconde de Jerusalén. Su misión era delicada: informaron al emperador que solo sería bienvenido si venía como peregrino privado con una modesta escolta. Aunque Juan se sintió ofendido y declinó aceptar tales condiciones, el reino no sufrió daños, ya que murió en un accidente de caza mientras invernaba en Cilicia en 1143.
Anselmo mantuvo contacto con León, deán de Reims, entre 1142 y 1146, quien envió un salterio para el coro de la iglesia de Belén. Anselmo, a su vez, estableció una unión de oración entre Belén y Reims. La última vez que se tiene noticia de Anselmo es el 14 de agosto de 1145, cuando presenció la resolución de una disputa sobre diezmo s, arbitrada por el patriarca Guillermo, entre los canónigos del Santo Sepulcro y los monjes del Monte Tabor. A principios de 1146, Anselmo fue sucedido por el obispo Geraldo.